# پونتوس هانسون
پونتوس هانسون (سوئدی: Pontus Hanson؛ ۲۴ مه ۱۸۸۴ – ۴ دسامبر ۱۹۶۲) شناگر و بازیکن واترپلو اهل سوئد بود.
وی در مسابقات کشوری و بین‌المللی در مجموع برندهٔ ۱ مدال نقره، ۳ مدال برنز شده‌است.